# Amauris dannfelti
Amauris dannfelti is een vlinder uit de familie Nymphalidae, onderfamilie Danainae.
De wetenschappelijke naam van de soort is voor het eerst geldig gepubliceerd in 1891 door Per Olof Christopher Aurivillius.